# Capelle aan den IJssel
Capelle aan den IJssel (pronunciación neerlandesa: [kɑˈpɛlə aːn dɛn ˈɛisəl]) es un municipio neerlandés situado en la provincia de Holanda Meridional.
En 2016 tiene 66 534 habitantes.
Comprende los distritos o barrios de Schollevaar, Schenkel, Oostgaarde, Middelwatering, Capelle-West y 's-Gravenland.
Se ubica en la periferia oriental de Róterdam.